# بشير السباعي
بشير السباعي ( 15 يناير 1944- 21 أبريل 2019)، مؤرخ ومترجم مصري ولد في محافظة الشرقية، نقل عن الروسية والإنجليزية والفرنسية نحو سبعين عملاً إبداعيًّا وفكريًّا، وحصل على عدد من الجوائز المحلية والإقليمية، وهو حاصل على درجة الليسانس من كلية الآداب - جامعة القاهرة - قسم الدراسات الفلسفية والنفسية عام 1966.

## وفاته
توفي صباح يوم الأحد 21 أبريل 2019 بعد صراع مع المرض. عن عمر ناهز 75 عاما. واقيمت صلاة الجنازة بعد صلاة المغرب في مسجد السيدة عائشة بالقاهرة، قبل تشييع جثمانه إلى مقابر الأسرة.

## الأعمال

### المؤلفات
- مرايا الانتلجنتسيا، دار النيل، الإسكندرية، 1995.
- فوق الأرصفة المنسية ، الحوار المتمدن، 2012.

### الترجمة
- كتاب : * أوروبا والعالم الإسلامي تاريخ بلا أساطير (كتاب)  (سنة 2018).
- ز. أ. ليڤين: الفكر الاجتماعي والسياسي الحديث في لبنان وسوريا ومصر، دار ابن خلدون، بيروت، 1978.
- الفكر الاجتماعي والسياسي الحديث في مصر والشام، دار شرقيات، القاهرة، 1997.
- باجرات سيرانيان: الوفد والإخوان المسلمون، مكتبة مدبولي، القاهرة – دار آزال، بيروت، 1986.
- ز. أ. ليڤين: التنوير والقومية. تطور الفكر الاجتماعي العربي الحديث، مكتبة مدبولي، القاهرة، 1987.
- تيموثي ميتشل، استعمار مصر، سينا للنشر، القاهرة، 1990 (بالاشتراك مع أحمد حسان).
- ك. پ. كاڤافي: قصائد، دار إلياس، القاهرة، 1991.
- آه يا لون بشرة من ياسمين! ، العلاقات الثقافية الخارجية، القاهرة، 2011.
- تيموثي ميتشل، مصر في الخطاب الأميركي، مؤسسة عيبال، نيقوسيا، 1991.
- تزڤيتان تودوروڤ، فتح أمريكا، مسألة الآخر، سينا للنشر، القاهرة، 1992.
- روبير مانتران (إشراف): تاريخ الدولة العثمانية، جزءان، دار الفكر، القاهرة، 1993.
- فيليب فارج ويوسف كرباچ: المسيحيون واليهود في التاريخ الإسلامي العربي والتركي، سينا للنشر، القاهرة، 1994.
- إدواردو جاليانو: الشرايين المفتوحة لأمريكا اللاتينية. تاريخ مضاد، دار النيل، الإسكندرية، 1994 (بالاشتراك مع أحمد حسان).
- توماش ماستناك: الإسلام وخلق الهوية الأوروبية، دار النيل، الإسكندرية، 1995.
- هنري لورنس وآخرون: الحملة الفرنسية في مصر: بونابرت والإسلام، سينا للنشر، القاهرة، 1995.
- توماش ماستناك: أوروبا وتدمير الآخر. الهنود الحمر والأتراك والبوسنويون، دار مصر العربية، القاهرة، 1995.
- تيموثي ميتشل: الديموقراطية والدولة في العالم العربي، دار مصر العربية، القاهرة، 1996.
- زكاري لوكمان: خطاب الأفندية الاجتماعي، 1899-1914، دار مصر العربية، القاهرة، 1997.
- چان-كلود جارسان: ازدهار وانهيار حاضرة مصرية: قوص، سينا للنشر، القاهرة، 1997.
- هنري لورنس: المملكة المستحيلة. فرنسا وتكوين العالم العربي الحديث، سينا للنشر، القاهرة، 1997.
- هنري لورنس: بونابرت والإسلام. بونابرت والدولة اليهودية، دار مصر العربية، القاهرة، 1998.
- چويس منصور: افتح أبواب الليل، منشورات الجمل، كولونيا، 1998.
- عبد الله الشيخ موسى: الكاتب والسلطة، دار مصر العربية، القاهرة، 1999.
- فرنان برودل: هوية فرنسا، المجلد الأول: المكان والتاريخ، المجلس الأعلى للثقافة، القاهرة، 1999.
- فرنان برودل: هوية فرنسا، المجلد الثاني: الناس والأشياء، المجلس الأعلى للثقافة، القاهرة، الجزء الأول 2000، الجزء الثاني، 2000.
- صفاء فتحي: إرهاب، المجلس الأعلى للثقافة، القاهرة، ط1، 1999.
- هنري لورنس: الأصول الفكرية للحملة الفرنسية على مصر، الاستشراق المتأسلم في فرنسا (1698-1798)، دار شرقيات، القاهرة، 1999.
- برنار نويل: لسان أنّا، دار شرقيات، القاهرة، 1999.
- هنري لورنس: كليبر في مصر، المواجهة الدرامية مع بونابرت، دار شرقيات، القاهرة، 1999.
- چاك دريدا وصفاء فتحي: دريدا... من جهة أخرى، فيلم تسجيلي، أخبار الأدب، القاهرة، 1999.
- برنار نويل: حالة جرامشي، الهيئة العامة لقصور الثقافة، القاهرة، 2000.
- أندريه ريمون: المصريون والفرنسيون في القاهرة (1798-1801)، عين، القاهرة، 2001.
- نوربرت إيلياس وآخرون: التمدن بين الاجتماع والتاريخ، متون عصرية في العلوم الاجتماعية، 2، القاهرة، 2001، (بالاشتراك مع إيمان فرج).
- شارل بودلير: سأم باريس، الكتابة الأخرى، القاهرة، ديسمبر، 2001.
- ميشيل بالار: الحملات الصليبية والشرق اللاتيني، عين، القاهرة، 2003.
- آلان جريش وطارق رمضان: حوار حول الإسلام، دار العالم الثالث، القاهرة، 2003.
- هنري لورنس: المغامر والمستشرق، المجلس الأعلى للثقافة، القاهرة، 2003.
- توماش ماستناك: السلام الصليبي، المجلس الأعلى للثقافة، القاهرة، 2003.
- چاك بيرك: أيُّ إسلام؟، دار العالم الثالث، القاهرة، 2004.
- ريشار چاكمون: بَيْنَ كَتَبَةٍ وكُتَّاب، الحقل الأدبي في مصر المعاصرة، دار المستقبل العربي، القاهرة، 2004.
- هنري لورنس: المشرق العربي في الزمن الأمريكي. من حرب الخليج إلى حرب العراق، دار ميريت، القاهرة، 2005.
- هنري لورنس: مسألة فلسطين، الكتاب الأول، 1798-1914، المجلس الأعلى للثقافة، القاهرة، 2006.
- ايڤ ميشو (إشراف) جامعة كل المعارف: ما المجتمع؟، المجلس الأعلى للثقافة، القاهرة، 2006 (بالاشتراك مع آخرين).
- ايڤ ميشو (إشراف) جامعة كل المعارف: ما الثقافة؟، المجلس الأعلى للثقافة، القاهرة، 2006 (بالاشتراك مع آخرين).
- ميكائيل لووي وأوليڤييه روا وموريس باربييه: حول الدين والعلمانية، دار ميريت، القاهرة، 2006.
- تيموثي ميتشل: دراستان حول التراث والحداثة، دار ميريت، القاهرة، 2006.
- هنري لورنس: مسألة فلسطين، الكتاب الثاني، 1914-1922، المجلس الأعلى للثقافة، القاهرة، 2006.
- هنري لورنس: مسألة فلسطين، الكتاب الثالث، 1922-1931، المجلس الأعلى للثقافة، القاهرة، 2007.
- هنري لورنس: مسألة فلسطين، الكتاب الرابع، 1932-1947، المركز القومي للترجمة، القاهرة، 2007.
- هنري لورنس: مسألة فلسطين، الكتاب الخامس، 1947-1956، المركز القومي للترجمة، القاهرة، 2008.
- هنري لورنس: مسألة فلسطين، الكتاب السادس، 1956-1967، المركز القومي للترجمة، القاهرة، 2009.
- جلبير الأشقر: العربُ والمحرقةُ النازية، حربُ المرويّات العربيةُ - الإسرائيليةُ، المركز القومي للترجمة، القاهرة – دار الساقي، بيروت، 2010.
- هنري لورنس: الإمبراطورية وأعداؤها، المسألة الإمبراطورية في التاريخ، المركز القومي للترجمة، القاهرة، 2010.
- تيموثي ميتشل: حكمُ الخبراء، مصر، التكنو- سياسة، الحداثة، [التمهيد والمدخل والفصول 4، 5، 6، 7]، المركز القومي للترجمة، القاهرة، 2010.
- ليون تروتسكي: الفاشية: ما هي؟ كيف نهزمها؟ ، الحوار المتمدن ، 2011.
- إرنست ماندل: النظرية الماركسية في الدولة، الحوار المتمدن ، 2012.
- إرنست ماندل: الحركة الطلابية الثورية، الحوار المتمدن ، 2012.
- أغنية الغريب ، أصواتٌ فرانكوفونية مصرية، الحوار المتمدن، 2012.
- هنري لورنس: مسألة فلسطين، الكتاب السابع، 1967-1973، المركز القومي للترجمة، القاهرة، 2012.
- جورج حنين: بلاء السديم (مختارات من أعمال كاتب سوريالي)، بيت الياسمين للنشر والتوزيع، القاهرة، 2012 [بالاشتراك مع آخرين].
- آلان روسيِّون: الهوية والحداثة-الرحالة المصريون في اليابان، المركز القومي للترجمة، القاهرة، 2013.
- تيموثي ميتشل: ديموقراطية الكربون، السلطة السياسية في عصر النفط ، المركز القومي للترجمة ، القاهرة، 2013، [بالاشتراك مع شريف يونس].

## الجوائز
حاصلٌ على عدة جوائز منها:
- جائزة أفضل الملمين بالروسية وآدابها من المركز الثقافي السوفيتي بالقاهرة (1971).
- حاصل على جائزة معرض القاهرة الدولي للكتاب، دورة 1996، عن أفضل ترجمة عربية عام 1995.
- حاصلٌ على جائزة مؤسسة البحر المتوسط للكِتاب (2007).
- حاصل على جائزة رفاعه الطهطاوي من المركز القومي للترجمة (2010).
- حاصل على جائزة كافافي الدولية للترجمة (2011).